# Argula von Grumbach

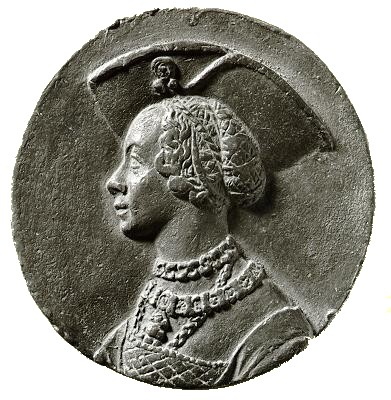
Argula von Grumbach (Porträtmedaille aus Blei von Hans Schwarz, um 1520)

Argula von Grumbach, geborene Reichsfreiin von Stauff (* um 1492 auf Burg Ehrenfels (Bayern); † vermutlich um 1554 in Zeilitzheim), war eine protestantische Publizistin und Reformatorin.

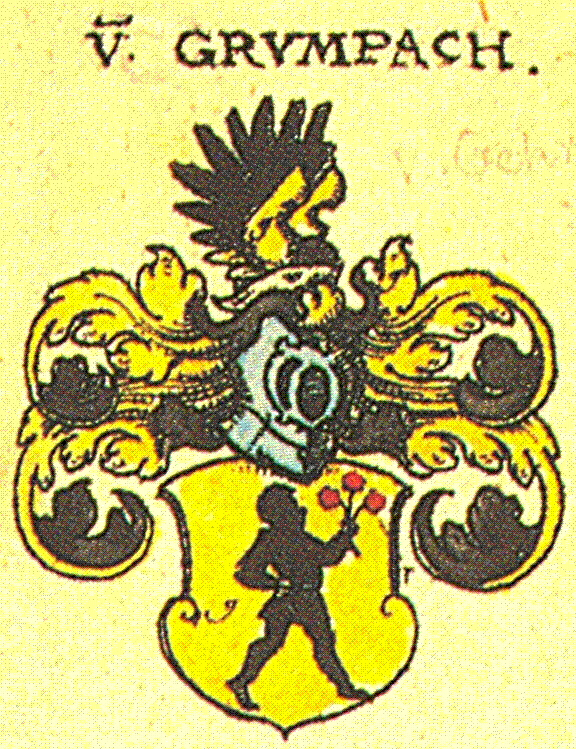
Wappen der Familie von Grumbach nach Siebmachers Wappenbuch

## Leben
Argula wurde als Tochter des Reichsfreiherrn Bernhardin von Stauff und seiner Frau Katharina von Toerring zu Seefeld auf der Burg Ehrenfels im heutigen Beratzhausen geboren. Ihr Vater erhielt vom bayrischen Herzog Albrecht IV. das Amt eines Hauptmannes von Landshut. Argula kam als Hoffräulein an den Münchener Hof zur Herzogin Kunigunde, einer gebildeten Frau, der sie ihre Bildung verdankte. Um 1502 erhielt sie eine deutsche Bibel, die sie weitgehend auswendig lernte. Als ihre beiden Eltern 1509 innerhalb von fünf Tagen an der Pest starben, nahm sich die Herzogin ihrer besonders an. Ab 1510 lebte sie etwa 20 Jahre lang in Lenting. 1516 heiratete sie den fränkischen Reichsritter Friedrich (Wolfskeel) von Grumbach, der Pfleger in Dietfurt war. Aus der Ehe, die 1530 mit dem Tod Friedrichs endete, gingen vier Kinder hervor – Georg, Hans Georg, Gottfried und Appolonia, von denen nur Gottfried seine Mutter überlebte.
Die Auseinandersetzungen der Reformation gingen an ihr nicht unbeobachtet vorüber. Sie las die Schriften Martin Luthers und trat mit Paul Speratus in Verbindung. 1523 konnte sie von sich sagen, „von Dr. Martinus alles gelesen zu haben, was in deutscher Zunge ausgegangen“ sei. Sie schrieb auch selbst an Luther und stand mit Georg Spalatin und Andreas Osiander im Briefwechsel. In der Übernahme der reformatorischen Grundsätze „Sola scriptura“ und der Vorrangigkeit der Gnade („Sola gratia“) ist der Einfluss Luthers und Melanchthons auf Argula unverkennbar.
Als in Ingolstadt der 18-jährige Wittenberger Magister Arsacius Seehofer zum Widerruf gezwungen und ins Kloster Ettal verbannt wurde, reiste sie zu Osiander, um mit ihm zu beraten, was zu tun sei. Osiander war über die Bibelkenntnis Argulas erstaunt. Nun trat sie mit einigen Sendschreiben an den bayerischen Herzog Wilhelm und an die Ingolstädter Universität heran, die großes Aufsehen erregten. Besonders bemerkenswert sind ihre beiden Schriften „Ain christentlich schrifft ainer Erbarn Frauen vom Adel, darin sy alle christentliche obrigkeit ermant, bey der Warheit und dem Wort Gottes zu bleyben und solches auf christenliche pflicht ernstlicher zu handthaben“ (1523) und „Wie eyn Christliche fraw des adels in Beiern durch jren in Gotlicher schrift wolgegründten Sendtbrieffe die hohenschul zuo Jngoldstat vmb das sie einen Euangelischen Juengling zuo wydersprechung des wort Gottes betrangt haben straffet.“ (1523). „Wie eyn Christliche fraw“ wurde rasch und zahlreich vervielfältigt, sodass in weniger als zwei Monaten nach der Abfassung bereits 14 Ausgaben erschienen waren. Ihre Schriften verbreiten sich weit über Bayern hinaus und erreichten etwa 30.000 Leser. Argula wurde so eine der ersten weiblichen Autorinnen im Protestantismus. 1524 schrieb sie in einem Brief an den Bürgermeister und die Ratsherren der Reichsstadt Regensburg: „Das Wort Gottes muss unsere Waffe sein – nicht mit Waffen dreinzuschlagen, sondern den Nächsten zu lieben und Frieden untereinander zu haben.“
Ihr Eintreten für die Reformation brachte ihr viel Leid ein. Ihrem Gatten wurde 1524 das Amt genommen, die Familie geriet in Not, die Verwandtschaft trat scharf gegen sie auf. Diese Rückschläge konnten Argula nicht bezwingen. Luther nannte sie in einem Brief an seinen Freund Johann Briesmann in Königsberg „ein einzigartiges Werkzeug Christi“ und betonte, dass sie ihren großen Kampf mit Geist und christlichen Erkenntnis führe.
Keiner ihrer Briefe an die Universität wurde jemals beantwortet. Unter dem Pseudonym Johannes von Landshut wurde sogar ein Spottgedicht auf sie verfasst, auf das Argula von Grumbach mit einem wesentlich längeren Gedicht antwortete.
Argula setzte ihre Hoffnung auf den 2. Nürnberger Reichstag. Sie erschien dort und wurde vom Pfalzgrafen zu einem Gespräch gebeten. Ihre Hoffnungen verwirklichten sich jedoch nicht. Luther, der ihr nicht unmittelbar schreiben konnte, bat Spalatin, der 1524 in Nürnberg weilte, sie von ihm zu grüßen und sie zu trösten. In späteren Jahren trat sie publizistisch nicht mehr hervor. Es wurde um sie still und einsam. 1530 besuchte sie Luther auf der Veste Coburg und führte mit ihm ein Gespräch. Sie reiste danach nach Augsburg, wo der Reichstag zur Confessio Augustana beriet.
Von ihrem späteren Lebensweg sind nur wenige Nachrichten erhalten. Nachdem ihr Gatte 1529 oder 1530 gestorben war, heiratete sie 1533 in zweiter Ehe einen Grafen, Burian Schlick zu Passau, wurde aber 1535 erneut Witwe. 1539 starben zwei ihrer Kinder, Apollonia und Georg. Nach Angaben der meisten Biographen starb sie selbst 1554 in Zeilitzheim. Ihre Grabstätte befindet sich dort bei der evangelisch-lutherischen Pfarrkirche St. Sigismund.
Im Straubinger Urkundenbuch wird vermerkt, dass die „alte Staufferin“ 1563 in Straubing inhaftiert worden sein soll, weil sie ihre Untertanen in Köfering zum Abfall von der katholischen Kirche durch Vorlesen aufrührerischer Bücher veranlasst habe. Bei dieser Greisin lutherischer Gesinnung handelte es sich aber vermutlich nicht um Argula von Grumbach, sondern um ihre Schwägerin Anna von Stauff, die um 1568 starb.
Die Schriftstellerin Louise Otto-Peters ehrte die bayerische Reformatorin 1893 in einem Gedicht.

## Gedenktag
23. Juni im Evangelischen Namenkalender.

## Argula-von-Grumbach-Preis
Der Argula-von-Grumbach-Preis ist der Gleichstellungsförderpreis der Evangelisch-Lutherischen Kirche in Bayern und wird seit 1998 vergeben. Der Preis zeichnet Leistungen von Frauen in der Kirche aus. Seit 2006 erfolgen Ausschreibung, Verleihung und Förderung durch die Argula-von-Grumbach-Stiftung.

## Veröffentlichungen
- Argula Staufferin: Dem Durchleüchtigen Hochgebornen Fürsten vnd herren/ Herr[e]n Johansen/ Pfaltzgrauen bey Reyn/ Hertoge[n] zu Beyern/ Grafen zu Spanhaym [et]c. Meynem Gnedigisten Herren. o. O., o. J. [1523], urn:nbn:de:gbv:32-1-10012654115 (Digitalisat der Herzogin Anna Amalia Bibliothek, Weimar).
- Ein Christennliche Schrifft einer erbarn frawe[n] vom Adel, darin[n] sie alle Christenliche Stendt vnd obrikeiten ermant, Bey der Warheit vnd dem wort gottes zupleiben, vn[n] solchs auß Christlicher pflicht zum ernstlichsten zu handthaben. 1523, urn:nbn:de:bvb:12-bsb11227543-1 (Digitalisat in den Digitalen Sammlungen des Münchener Digitalisierungszentrums).
- Peter Matheson (Hrsg.): Argula von Grumbach. Schriften (= Irene Dingel [Hrsg. im Auftrag des Vereins für Reformationsgeschichte]: Quellen und Forschungen zur Reformationsgeschichte. Band 83). Gütersloher Verlagshaus, Gütersloh 2010, ISBN 978-3-579-05374-5 (Vorschau in der Google-Buchsuche).